# 宝町停留場

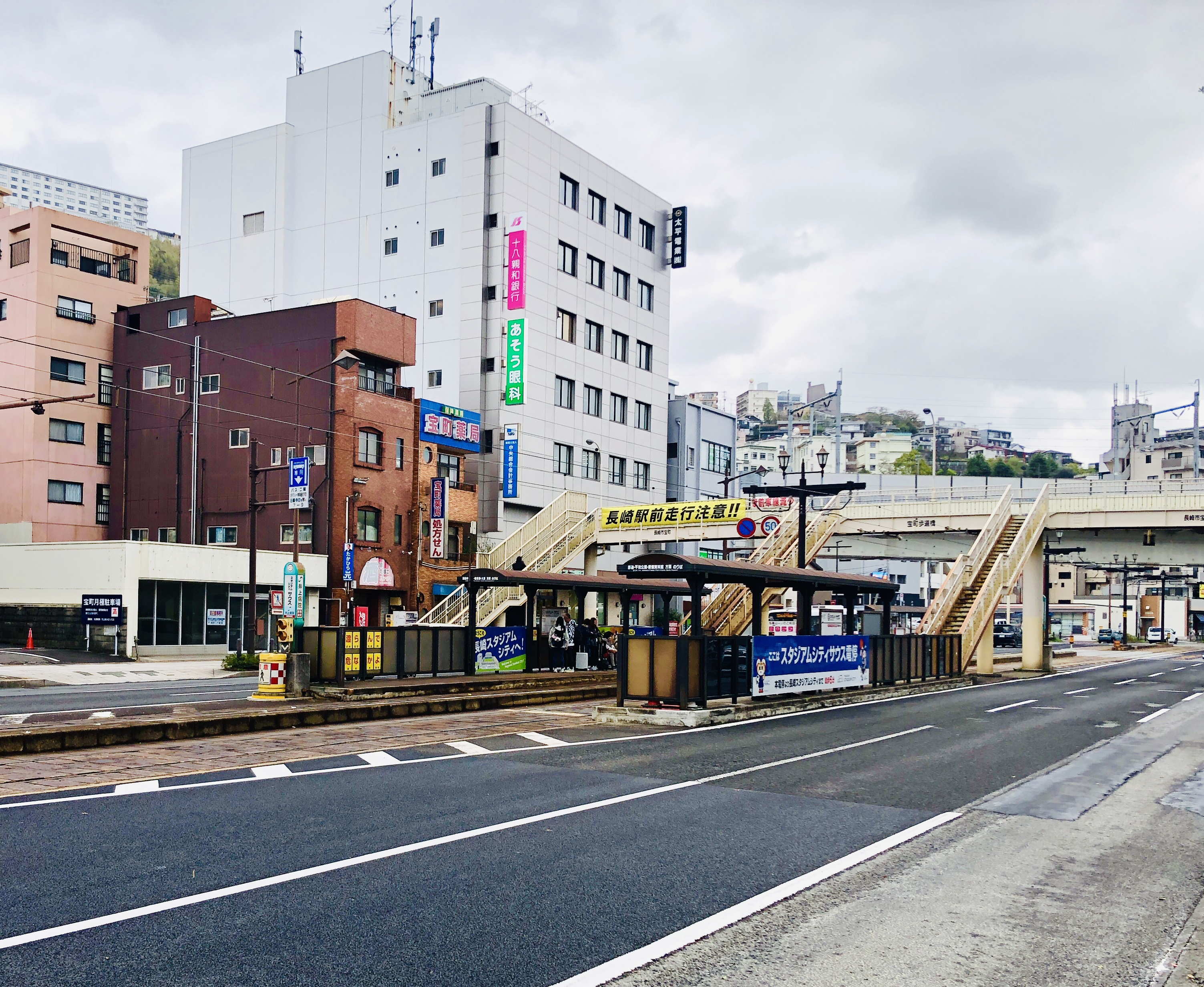
スタジアムシティまで徒歩6分

宝町停留場（たからまちていりゅうじょう、宝町電停）は、長崎県長崎市宝町にある長崎電気軌道本線の停留場である。駅番号は25。
1号・2号・3号各系統が停車する。命名権により2024年10月1日より「スタジアムシティサウス停留場」（スタジアムシティサウスていりゅうじょう、スタジアムシティサウス電停）の名称が使用されている（後述）。

## 歴史
当停留場の開業は1915年（大正4年）11月。長崎電気軌道の第1期線開通と同日のことであり、はじめは稲佐橋通停留場（いなさばしどおりていりゅうじょう）と称した。当停留場付近で路線は長崎本線と並走していて、停留場は長崎本線の踏切に並ぶ位置（北緯32度45分29秒 東経129度52分2.2秒 / 北緯32.75806度 東経129.867278度）に置かれていた。踏切は1965年（昭和40年）に立体交差化されている。
1957年（昭和32年）には戦後の都市計画で新設された国道206号上へ軌道が移設。旧線上の停留場は廃され、新線上へ移設のうえ船蔵町停留場（ふなぐらまちていりゅうじょう）に改称した。宝町へ改称されるのは1966年（昭和41年）のことである。
2024年（令和6年）10月に当停留場最寄りの長崎スタジアムシティが開業。スタジアムシティを運営するリージョナルクリエーション長崎と長崎電気軌道とのパートナーシップ締結に基づいて同社が当停留場の命名権を取得し、案内上の名称を「スタジアムシティサウス停留場」に改めた。命名権導入後は、案内上の名称を「宝町」から「スタジアムシティサウス」に全て改めており、「宝町」の名称は停留所看板の一部に併記されているのみとなっている。

### 年表
- 1915年（大正4年）11月16日：稲佐橋通停留場として開業[2][7]。
- 1957年（昭和32年）12月19日：ルート変更により旧線上の停留場が廃止[2]、新線上へ移設し船蔵町停留場に改称[1][7]。
- 1966年（昭和41年）9月20日：宝町停留場に改称[2]。
- 1968年（昭和43年）1月20日：八千代町寄りに0.1キロメートル移設[2]。
- 1999年（平成11年）3月25日：停留場を改築[11]。上屋の取り換えなどを実施[1]。
- 2024年（令和6年）10月1日：スタジアムシティサウス停留場の名称を導入。

## 構造
宝町停留場は併用軌道区間にあり、道路上にホームが置かれる。ホームは2面あり、南北方向に伸びる2本の線路を挟んで向かい合わせに配される（相対式ホーム）。線路の東側にあるのが長崎駅前方面行き、西側にあるのが赤迫方面行きのホーム。1999年には当停留場付近で架線柱がセンターポール化されたのにあわせて、上屋の取り換えやホームのかさ上げ・延長がなされた。
停留場には横断歩道橋が併設される。長崎電気軌道は交通渋滞対策とバリアフリーへの対応のため各所で歩道橋を撤去してきたが、当停留場は存置されていて利便性ではやや劣る。

## 利用状況
長崎電軌の調査によると1日の乗降客数は以下の通り。
- 1998年 - 3,053人[1]
- 2015年 - 2,000人[15]

## 周辺
長崎港対岸の地域へ向かうバス路線との乗り換え地点であり、三菱重工関連の工場へ向かう通勤客も当停留場で乗り換えを行う。宝町の交差点は交通量が多い。
停留場の開業より変電所（船蔵町変電所）が近くに設けられていたが、老朽化により1968年（昭和43年）に長崎駅寄りの天神町変電所に取って代わられた。しかしこの変電所も老朽化のため2015年（平成27年）に廃止され、新たに御船蔵町変電所が開設されている。
- ベストウエスタンプレミアホテル長崎
- 杉永蒲鉾
- ガスト長崎駅北店
- 長崎スタジアムシティ （2024年10月開業、三菱重工業長崎造船所幸町工場跡地）

## 隣の停留場
長崎電気軌道
本線
銭座町停留場 (24) - 宝町停留場 (25) - 八千代町停留場 (26)